# Dão
Dão es una denominación de origen portuguesa para vinos producidos en la Región Demarcada del Dão, perteneciente a la provincia de Beira Alta, en el centro de Portugal. Esta región está cerca de la Sierra de la Estrella y se caracteriza por un relieve accidentado.
La  Região Demarcada do Dão fue instituida en 1908 y produce vinos tintos con alta graduación. Tiene cerca de 20.000 hectáreas de viña en aproximadamente 376.000 hectáreas de tierra, que se extienden por varios distritos como:
- Coímbra: Arganil, Oliveira do Hospital, Tábua;
- Guarda: Aguiar da Beira, Fornos de Algodres, Gouveia e Seia;
- Viseu: Carregal do Sal, Mangualde, Mortágua, Nelas, Penalva do Castelo, Santa Comba Dão, Sátão, Tondela y Viseu (parcialmente).

## Denominación de origen
En Portugal, el Dão posee la protección Denominação de Origem Controlada desde 1908. Desde 1991 es una denominación de origen protegida (PDO) ante la Unión Europea. A nivel internacional, cuenta con registro como denominación de origen, conforme al Sistema de Lisboa, ante la Organización Mundial de la Propiedad Intelectual, desde el 17 de abril de 1974.